# Leon Feldhendler
Leon Feldhendler, właściwie Lejb Feldhendler (ur. 1 czerwca 1910 w Turobinie, zm. prawdopodobnie 2 kwietnia 1945 w Lublinie) – polski Żyd, jeden z organizatorów i przywódców powstania w obozie zagłady w Sobiborze.

## Życiorys
Urodził się w ortodoksyjnej rodzinie żydowskiej. Był synem rabina z Żółkiewki, gdzie przed wojną pracował jako młynarz. Jego rodzicami byli Symcha Felhendler i Gitla z domu Fersztendik. Miał pięcioro rodzeństwa. Podczas okupacji niemieckiej pełnił funkcję prezesa tamtejszego Judenratu. Deportowany do obozu zagłady w Sobiborze, był jednym z inicjatorów tamtejszej konspiracji i pomysłodawcą ucieczki, która ostatecznie przerodziła się w jedyne udane powstanie w historii niemieckich obozów zagłady. 14 października 1943 roku pokierował wraz z oficerem Armii Czerwonej Aleksandrem „Saszą” Peczerskim buntem więźniów, w wyniku którego udało mu się zbiec do lasu.
Końca wojny doczekał w wyzwolonym przez wojska sowieckie Lublinie, gdzie w październiku 1944 roku złożył swą relację w Centralnej Żydowskiej Komisji Historycznej. W Lublinie mieszkał przy ul. Kowalskiej 4 z pięcioma innymi uczestnikami buntu: Jankielem i Herszem Blankami, Towiem Blattem, Szlomem Podchlebnikiem i Szlomem Szmajsnerem . Prowadził firmę, w której zatrudniał byłych więźniów obozów zagłady, w tym Sobiboru.
Został  zastrzelony w swoim mieszkaniu prawdopodobnie jako przypadkowa ofiara egzekucji dokonanej na Herszu Blanku, wówczas oficerze MBP i NKWD, przez żołnierzy antykomunistycznego podziemia na polecenie  majora Stanisława Piotrowskiego ps. „Jar”, byłego komendanta obwodu AK Lublin. Sprawcy zamachu: podporucznik Czesław Rossiński ps. „Jemioła”, Romuald Szydelski ps. „Pawełek”, Franciszek Bujalski ps. „Sosna” i Eugeniusz Jaroszyński ps. „Ojciec” przyznali się do winy i zostali skazani na karę śmierci; wyrok wykonano 12 kwietnia 1945 r. na lubelskim zamku. Feldhendler nie został wymieniony w dokumentach procesowych, a o okolicznościach jego śmierci wiadomo jedynie z relacji Towiego Blatta .
W filmie Ucieczka z Sobiboru z 1987 roku w postać Feldhendlera wcielił się Alan Arkin.

## Relacje na temat okoliczności śmierci w Lublinie
Drugiego kwietnia o godzinie przed siódmą wieczór siedzieliśmy w naszym pokoju. Był to ostatni pokój, mieszkaliśmy w sublokatorstwie. Usłyszałam ruch w pokoju gospodarzy (Skórnikowie, Aron (Adam) Skórnik ur. 1903). Leżałam na tapczanie, czytając książkę. On coś pisał. Coś mnie tknęło. Powiedziałam tylko „Leon, to oni”. Doszedł do drzwi. Ujął za klamkę. Padł strzał. Jeden strzał przez drzwi. Stał blady. Zerwałam się, nie rozumiejąc. „Uciekajmy drugimi drzwiami” powiedziałam. „Nie mogę”. „Bo co?” „Mam kulę, o tu”.

W księdze szpitala im. Wincentego a Paulo, pod datą 3 kwietnia 1945, pod numerem 427, zapisano: Leon Feldhendler. Rozpoznanie – przestrzał przez dolną część klatki piersiowej, jelita, żołądek, dni – cztery (zmarł 6 kwietnia), koszt leczenia – 3120 zł, uregulowano.

Nic nie wskazuje, aby po morderstwie wszczęto w tej sprawie dochodzenie. W raportach sytuacyjnych lubelskiego MO za rok 1945, przechowywanych w Archiwum IPN w Lublinie, nie ma żadnego śladu relacjonującego to wydarzenie, choć przypadki morderstw popełnionych na obszarze miasta były w nich skrupulatnie odnotowywane. Co ciekawe, w raporcie z 5 kwietnia figuruje zapis o zabójstwie dokonanym w mieszkaniu przy ulicy Złotej 6/4 (czyli lokalu zajmowanym przez małżeństwo Felhendlerów), jednak ofiarą jest niejaka Hanna Gil.

Bodaj w 1945 r. Leon Felhendler został zastrzelony w Lublinie, we własnym mieszkaniu przy ul. Złotej - przez kogo nie wiem i za co go zabito nie wiem. Po wojnie wraz z innymi Żydami zajmował się prowadzeniem garbarni w Lublinie, przy ul. Turystycznej. Natomiast Majorek (Meir Ziss) podobno wyjechał do państwa Izrael, lecz kontaktu ze mną nie nawiązał. Na tym protokół zakończono i po odczytaniu podpisuję jako spisany zgodnie z moimi zeznaniami.

## Odznaczenia
- Krzyż Komandorski Orderu Odrodzenia Polski – pośmiertnie, 2018[1][9]
- Order Męstwa (Rosja) – pośmiertnie, 17 lipca 2019[10][11].

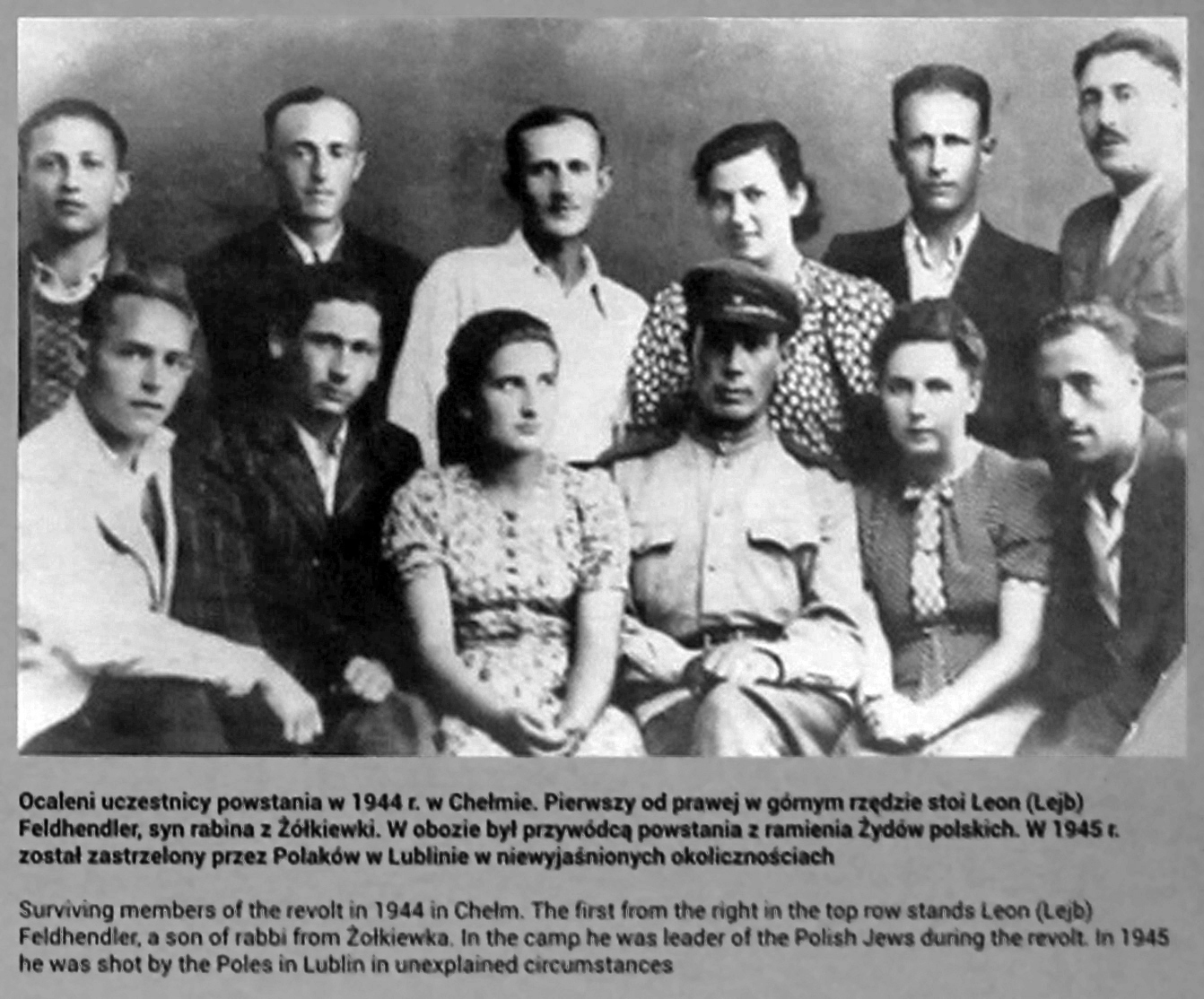
Grupa powstańców z Sobiboru. W górnym rzędzie, pierwszy z prawej, Leon Feldhendler